# HMS Albion (1898)
Pour les autres navires du même nom, voir HMS Albion.
Le HMS Albion est un croiseur cuirassé de classe Canopus lancé en 1898 pour la Royal Navy. En service en 1901, il sert en Chine jusqu'en 1905, avant de rejoindre la Channel Fleet, puis l'Atlantic Fleet en 1907. Durant la Première Guerre mondiale, le cuirassé participe notamment à la bataille des Dardanelles. Il est revendu pour démolition en 1919.